# Весенняя сказка (фильм, 1990)
Весенняя сказка (фр. Conte de printemps) — лирическая кинокомедия режиссёра Эрика Ромера, вышедшая на экраны 4 апреля 1990 года.

## Сюжет
Первый фильм из последнего цикла Ромера «Сказки четырех времен года». Действие происходит в Париже, Монморанси и Фонтенбло.
Главная героиня — Жанна, женщина лет 25-ти — преподавательница философии в лицее на окраине Парижа, возвращается с работы в квартиру своего жениха Матье, находящегося в отъезде. В помещении царит типичный холостяцкий бардак, на который Жанна, стремящаяся к порядку во всем, глядит с отвращением. Взяв с собой «Критику чистого разума» и «Государство» Платона, она отправляется в свою парижскую квартиру, которую временно предоставила кузине, а затем едет на вечеринку к подруге в Монморанси.
На вечеринке Жанна знакомится с молоденькой Наташей, приглашающей её пожить в своей квартире в 9-м округе. Наташа учится в консерватории по классу фортепьяно, её отец Игорь — чиновник в министерстве культуры, живёт у молодой подруги, журналистки Эвы. Жанна с Наташей становятся подругами, но за дружелюбием Наташи, возможно, кроется определенный расчет. Девушка ненавидит Эву, и хотела бы свести Жанну со своим отцом, для чего несколько раз подстраивает их встречи как бы невзначай.
Наташа рассказывает Жанне о пропаже фамильного колье, в краже которого она подозревает Эву, но драгоценность исчезла при таких обстоятельствах, которые допускают несколько вариантов.
Общее знакомство героев происходит во время обеда в квартире Наташи, где заходит речь о трансцендентальной философии Канта и проблеме возможности априорных синтетических суждений. Жанна и Эва изучали философию профессионально, Игорь также понимает, о чём идет речь, а Наташа, хотя и похваляется 16-ю баллами на экзамене, путает понятия трансцендентального и трансцендентного, и оказывается задетой замечаниями Эвы.
Во время поездки в загородный дом в Фонтенбло между Наташей и Эвой происходит ссора. Жанна и Игорь остаются наедине, и мужчина пытается соблазнить подругу дочери, но действует крайне неловко. На вопрос: «Можно ли сесть рядом с вами?» — Жанна отвечает «да», на вопрос: «Можно ли взять вас за руку?» — снова «да», и на вопрос: «Можно ли вас поцеловать?» — также «да», но не дает перейти в атаку, объясняя обескураженному Игорю, что он её весьма позабавил своей прямолинейностью, а она всего лишь действовала по логике числа «три», как в сказке про мужа, жену и три желания: «муж хочет колбасу, жена — чтобы колбаса повисла у него на носу, и третье желание — убрать колбасу». Дальнейшие попытки заводят Игоря в окончательный тупик, при том, что Жанне он нравится, и при других условиях она бы не ограничилась исполнением трех его желаний.
В Париже между Жанной и Наташей происходит бурное объяснение. Девушка яростно и со слезами отрицает, что пыталась манипулировать старшей подругой. Собирая свои вещи, Жанна обнаруживает пропавшее колье. Наташа выдвигает этому правдоподобное объяснение, позволяющее снять подозрения со всех, кто мог его украсть или спрятать. Жанне приходит на ум, что все события последних дней также могут быть следствием простого стечения обстоятельств, а не результатом заговора подруги и/или её отца. Со слезами помирившись с Наташей, она возвращается к себе.

## В ролях
- Анн Тейседр — Жанна
- Флоранс Дарель — Наташа
- Юг Кестер — Игорь
- Элоиз Беннетт — Эва
- Софи Робен — Гаэль, кузина Жанны
- Марк Лелу — парень Гаэль
- Франсуа Ламор — Вильям, любовник Наташи

## О фильме
Исследователи отмечают некоторое сюжетное сходство между «Весенней сказкой», героиня которой имеет ключи от двух квартир, но ни в одной из них жить не может, и «Ночами полнолуния», где идет речь о выборе между двумя домами. В результате персонажи обоих фильмов попадают в запутанные ситуации и становятся объектами чужих манипуляций.
Жанна одержима идеей порядка, постоянно размышляет о собственном мыслительном процессе, являясь «носительницей cogito в почти картезианском понимании», и это неизбежно приводит её в состояние тотальной неопределенности, что подчеркивается проблематикой кантианской идеи априорных синтетических суждений как основы чистого разума. На вечеринке в Монморанси она не может решить, знает или не знает, зачем пришла, и говорит Наташе, что если бы человек с кольцом Гига на пальце проследил за всеми её словами и действиями в течение этого дня, то не смог бы понять их смысла, если таковой вообще есть.
Согласно объяснению Ромера, поскольку рассказ не ведется с точки зрения Жанны, обладателем кольца Гига является зритель картины, находящийся рядом с героиней, когда она взаимодействует с другими людьми. Продуманность и неспешность действия в узловых точках способствует погружению зрителя в буквальное описание произведения. Этому способствуют прямые фронтальные планы мизансцен, проход камеры, классическая система кадра-контркадра, и диалоги в стиле XVIII века, особенно в одной из основных сцен — знакомства в Монморанси, на чёрном канапе, на фоне чёрной ночи и жёлтой лампы, символизирующей солнце, в свою очередь символизирующего ясность, и восхода которого ждет героиня.
Детективная история с колье, принципиально важная для понимания действий Наташи, но показанная в характерной ромеровской манере, ничего до конца не объясняющей, предвосхищает неопределенность детективного сюжета «Тройного агента», поскольку фильмы Ромера имеют обыкновение многократно отражаться друг в друге.
Роджер Эберт написал похвальную рецензию, но уклонился от анализа, ограничившись констатацией высокого качества работы, и утверждениями, что в таком фильме сюжет не имеет большого значения, персонажи вольны выйти из игры, когда им вздумается, и прелесть картины, в основном, основана на обаянии симпатичных актеров, которых Ромер старается подбирать для своих фильмов.

## Музыка
В начальных и конечных титрах звучит Соната №5 для скрипки и фортепиано фа-мажор Бетховена («Весенняя», часть IV. Rondo. Allegro ma non troppo, скрипка — Теди Папаврами, фортепьяно — Александр Таро). Вскоре после знакомства Наташа исполняет для подруги на фортепьяно одну из «Песен зари» Шумана (играет сама актриса), а в сцене между Жанной и Игорем в Фонтенбло звучат Симфонические этюды того же автора (исполняет Сесиль Винья).
Для продолжительной сцены знакомства в Монморанси Ромер заказал Жану-Луи Валеро композицию в стиле Кита Джаррета, и тот написал требуемую тему, названную «Montmorency Blues».
Один из авторов сборника «Ромер и другие» усматривает сходство между композицией фильма и сонатной формой у Моцарта и Бетховена, опираясь при этом на теоретическую работу самого Ромера «О Моцарте в Бетховене. Опыт о понятии глубины в музыке», изданную в 1996 году.

## Комментарии
1. ↑  Вероятно, русского происхождения: в загородном доме в Фонтенбло на видном месте на стене висит герб Российской империи
2. ↑  Поскольку этот вопрос изучается, в основном, в рамках математической логики, Жанна приводит пример из математики: суждение — «прямая, проходящая через две точки, является кратчайшим расстоянием между ними» — синтетическое и априорное, поскольку не содержится в понятии прямизны и не выводится из опыта, ибо пространство a priori является формой восприятия
3. ↑  Женщина поясняет, что триадический принцип повелевает ей исполнить любые три желания мужчины, и он сам виноват, что не пожелал большего. Оказавшись в двусмысленной моральной ситуации, героиня не прочь отдаться своему желанию, но не хочет делать выбор и нести ответственность, предоставив все на волю случая и математики. Соответственно, ее злость может быть объяснена и как негативная реакция на домогательства Игоря, и как сожаление из-за того, что его попытка не удалась
4. ↑  Поскольку предполагается, что в фильмах Ромера мало случайных деталей, исследователи связывают эпизод в Монморанси с концом предыдущего, в квартире Жанны. Она договаривается о поездке на вечеринку на фоне репродукции Матисса «Попугай и сирена» Архивная копия от 2 июля 2016 на Wayback Machine. Попугай, предположительно, символизирует саму Жанну, которая много говорит о себе, а сирена — Наташу, сидящую на канапе в характерной позе, повторяющей изображение на панно, и завлекающую женщину в свои сети, пользуясь её растерянностью (Les contes des quatre saisons. Quatre films français d'Éric Rohmer (фр.). Дата обращения: 7 апреля 2016. Архивировано из оригинала 26 сентября 2013 года.)